# Abbotts Barton
Abbotts Barton – wieś w Anglii, w hrabstwie Hampshire, w dystrykcie Winchester. Leży 6 km na wschód od miasta Winchester i 96 km na południowy zachód od Londynu.